# John Baring, 7. Baron Ashburton

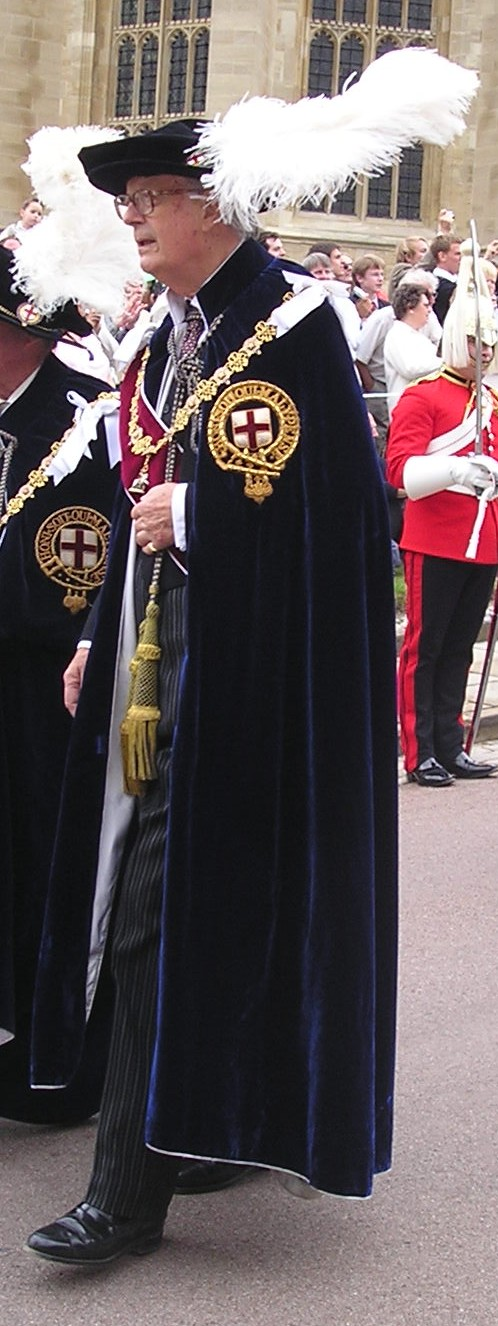
Baron Ashburton in der Robe eines Ritters des Hosenbandordens

John Francis Harcourt Baring, 7. Baron Ashburton, KG, KCVO (* 2. November 1928; † 6. Oktober 2020) war ein einflussreicher britischer Bankier.

## Biografie
Baring stammte aus der Bankiersfamilie Baring. Für diese war er 1985 bis 1989 Vorstandsvorsitzender der Barings Bank. Daneben war er von 1983 an Mitglied des Direktoriums der Bank of England. Baring saß außerdem im Vorstand (Board of Directors) von Jaguar, Dunlop und der Royal Insurance. Ferner war Baring Vorstandsvorsitzender (CEO) von British Petroleum (BP). Dieses Amt hatte er von 1992 bis 1995 inne.
Von 1990 bis 1994 war Baring außerdem für den Prince of Wales in dessen Eigenschaft als Duke of Cornwall tätig. Er hatte in dieser Zeit das Amt eines Lord Warden of the Stannaries inne. Der Inhaber dieses heute zeremoniellen Amtes ist faktisch der ranghöchste Berater des Dukes in Angelegenheiten, die die Duchy of Cornwall betreffen.

Wappen

Baring hatte vier Kinder aus seiner ersten, 1984 geschiedenen Ehe. In zweiter Ehe war er mit einer Großnichte von Winston Churchill verheiratet. Gemeinsam mit ihr hat er ein Unternehmen gegründet, das sich auf die Reproduktion historischer Textilien spezialisiert hat.
1990 wurde er zum Knight Commander des Royal Victorian Order geschlagen. 1991 erbte er von seinem Vater den Titel Baron Ashburton und erhielt dadurch einen Sitz im House of Lords, den er durch den House of Lords Act 1999 wieder verlor. 1994 wurde er – ebenso wie zuvor schon sein Vater – als Knight Companion in den Hosenbandorden aufgenommen und zum Deputy Lieutenant von Hampshire ernannt.
1955 heiratete er Hon. Susan Mary Renwick (* 1930), Tochter des Robert Renwick, 1. Baron Renwick. Die Ehe, aus der er zwei Söhne und zwei Töchter hat, wurde 1984 geschieden. 1987 heiratete er in zweiter Ehe Sarah Cornelia Spencer-Churchill (* 1935), Tochter des John George Spencer-Churchill.